# Карим Алами
Карим Алами (на арабски: كريم علمي) е марокански тенисист.

## Биография
Карим Алами е роден на 24 май 1973 в Казабланка, Мароко.

## Кариера
Карим Алами печели две титли в кариерата си на сингъл и двете през 1996 г. в Атланта и Палермо и достига най-високо класиране в ранглистата на ATP на сингъл, през февруари 2000 г. Достига до полуфинал на Монте Карло Мастърс през 2000 г., като побеждава Магнус Норман и Алберт Коста по пътя. Той става първият марокански тенисист, постигнал титла на турнир от АТП Тур.
Карим Алами представя Мароко на Летните олимпийски игри през 1992 г. в Барселона, като в квалификациите е победен в първия кръг от Марк Росе. През 2000 г. достига четвъртфинал на Летните олимпийски игри в Сидни.
През 1994 г. той побеждава Пийт Сампрас в първия кръг на турнира в Доха. Става турнирен директор на ATP Катар Оупън в Доха. Работи и като тенис коментатор в най-популярния арабски спортен канал beIN Sports.

## Кариерна статистика

### ATP финали (2 титли; 6 финала)
|        | П–З | Година | Турнир               | Клас           | Настилка | Опонент        | Резултат            |
| ------ | --- | ------ | -------------------- | -------------- | -------- | -------------- | ------------------- |
| Загуба | 0–1 | 1994   | Гран При Хасан Втори | Световни серии | Клей     | Ренцо Фурлан   | 2–6, 2–6            |
| Победа | 1–1 | 1996   | Веризон Чалъндж      | Световни серии | Клей     | Никлас Култи   | 6–3, 6–4            |
| Победа | 2–1 | 1996   | Сицилия Оупън        | Световни серии | Клей     | Адриан Войня   | 7–5, 2–1 отказва се |
| Загуба | 2–2 | 1998   | Болоня Аутдор        | Световни серии | Клей     | Хулиан Алонсо  | 1–6, 4–6            |
| Загуба | 2–3 | 1999   | Барселона Оупън      | Шампионски     | Клей     | Феликс Мантиля | 6–7(2–7), 3–6, 3–6  |
| Загуба | 2–4 | 1999   | Румъния Оупън        | Световни серии | Клей     | Алберто Мартин | 2–6, 3–6            |